# Marco Vichi
Marco Vichi (Firenze, 20 novembre 1957) è uno scrittore italiano.

## Biografia
Marco Vichi scrive su riviste e quotidiani locali ed è stato curatore di antologie come Città in nero e Delitti in provincia.
Nel 1999 ha realizzato per Radio Rai Tre alcune puntate del programma “Le Cento Lire”, dedicate all'arte in carcere. Ha esordito con numerosi racconti pubblicati su diverse riviste italiane. Nello stesso anno Vichi pubblica il suo primo romanzo, L'inquilino, dal quale trarrà una sceneggiatura insieme all'amico Antonio Leotti.

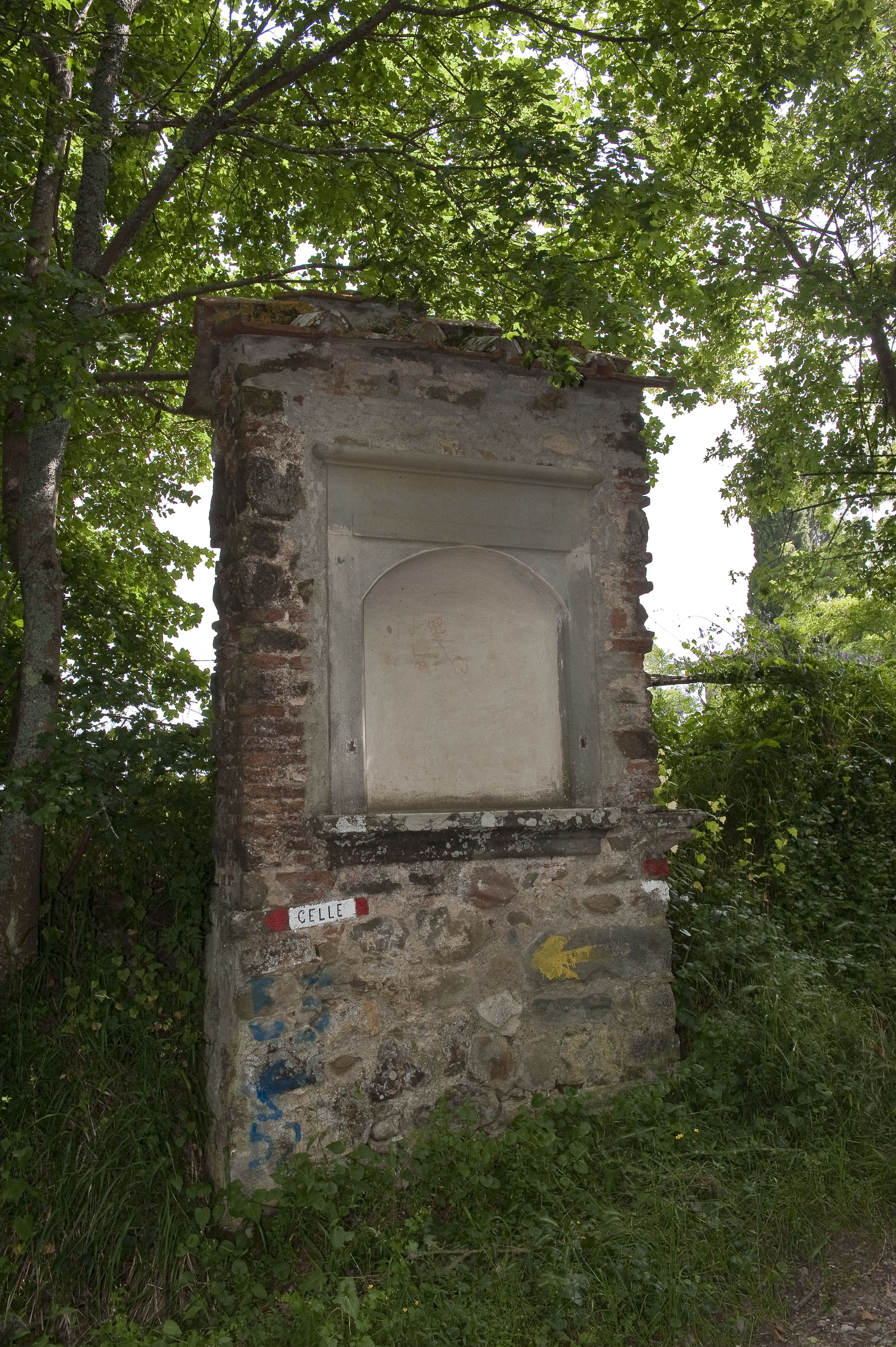
Tabernacolo citato nel romanzo "Morte a Firenze" (per l'iscrizione "Omne Movet Urna Nomen Orat"), situato nei pressi dell'abbazia di San Cassiano.

Nel 2002, con Il Commissario Bordelli, ha fatto la sua prima apparizione il commissario protagonista di una serie di polizieschi ambientati nella Firenze degli anni sessanta. Vichi ha anche allestito spettacoli teatrali e curato sceneggiature televisive, tenuto laboratori di scrittura in diverse città italiane e presso l'Università di Firenze.

## Premi e riconoscimenti
- Nel 2004 ha vinto il Premio Fedeli con Il nuovo venuto.
- Nel 2009 vince il Premio Scerbanenco con il romanzo Morte a Firenze.
- Nel 2013 si piazza secondo al Premio Chiara con la raccolta Racconti neri.
- Nel 2014 è stato insignito del Premio delle Arti “Fiorentini nel Mondo” 2013 per le Arti Letterarie.

## Opere

### Le indagini del commissario Bordelli
1. Il commissario Bordelli (Ambientato nel 1963) (Guanda, 2002 - Tea, 2004)
2. Una brutta faccenda (Ambientato nel 1964) (Guanda, 2003 - Tea, 2005)
3. Il nuovo venuto (Ambientato nel 1965) (Guanda, 2004 - Tea, 2006)
4. Perché dollari? (Ambientato nel 1957) (racconto contenuto in Perché dollari?, Guanda, 2005 - Tea, 2007)
5. Morto due volte (Ambientato nel 1958) (racconto contenuto in Città in nero, Guanda, 2006 - Tea, 2008)
6. Morte a Firenze (Ambientato nel 1966) (Guanda, 2009 - Tea, 2011)
7. La forza del destino (Ambientato nel 1967) (Guanda, 2011 - Tea, 2014)
8. Fantasmi del passato (Ambientato nel 1967) (Guanda, 2014 - Tea, 2015)
9. Nel più bel sogno (Ambientato nel 1968, aprile) (Guanda, 2017 - Tea, 2019)
10. L'anno dei misteri (Ambientato nel 1969) (Guanda, 2019 - Tea, 2021)
11. Un caso maledetto (Ambientato nel 1970) (Guanda, 2020)
12. Ragazze smarrite (Ambientato nel 1970) (Guanda, 2021)
13. La casa di tolleranza. Tre avventure del commissario Bordelli :  La casa di tolleranza (Ambientato nel 1949) , Morto due volte (Ambientato nel 1958) , Natale di guerra (Ambientato nel 1966) (Guanda, 2021)
14. Non tutto è perduto (Ambientato nel 1970) (Guanda, 2022)
15. Nulla si distrugge (Ambientato nel 1970) (Guanda, 2023)
16. Meglio di niente (Ambientato nel 1970) (Guanda, 2024)

### Romanzi
- L'inquilino (Guanda, 1999)
- Donne donne (Guanda, 2000 - Tea, 2012)
- Il brigante (Guanda, 2006 - Tea, 2009)
- Nero di luna (Guanda, 2007)
- Bloody Mary (con Leonardo Gori) (Edizioni Ambiente, 2008 - Einaudi, 2010)
- Per nessun motivo (Rizzoli, 2008)
- Un tipo tranquillo (Guanda, 2010)
- La vendetta (Guanda, 2012)
- La sfida (Guanda, 2014)
- Il brigante (Guanda, 2015)
- Il console (Guanda, 2015)
- Per nessun motivo (Guanda, 2019) ISBN 9788823523074
- Oltre il limite (Guanda, 2020) ISBN 9788823524064
- Ombre (Guanda, 2022)
- Il ritorno (Guanda, 2024)
- Occhi di bambina (Guanda, 2025)

### Racconti
- Giallo Natale (Mondolibri, 2004) - contenente il suo racconto L'appuntamento
- Misteri di Natale (San Paolo, 2004) - contenente il suo racconto Bambini
- Mai dire mai a un Martini Dry (Aliberti, 2005) - contenente il suo racconto Io e James
- Giallo Sole (Mondolibri, 2005) - contenente il suo racconto Mezza casa
- Strettamente personale (Pendragon, 2005) - contenente i suoi racconti In memoria di F.M. e Trappola per ubriachi
- Pastakiller (Morganti, 2005) - contenente il suo racconto Burro e parmigiano
- Perché dollari? (Guanda, 2005 - Tea, 2007) - contenente i suoi racconti Perché dollari, Reparto macelleria, Il portafoglio e Il tradimento
- La vita addosso (Fernandel, 2006) - contenente il suo racconto Io sono Paola
- Firenze nera (con Emiliano Gucci) (Aliberti, 2006) - contenente il suo racconto Cucina a domicilio
- Città in nero (a cura di) (Guanda, 2006 - Tea, 2008) - contenente il suo racconto Morto due volte
- Giallo Fiamma (Mondolibri, 2006) - contenente il suo racconto Quando uno ama
- Giallo Uovo (Mondolibri, 2006) - contenente il suo racconto Il bisticcio
- Giallo Oro (Mondolibri, 2007) - contenente il suo racconto Sono tornato
- Delitti in provincia (a cura di) (Guanda, 2007 - Tea, 2009) - contenente il suo racconto Una vita normale
- History & Mistery (a cura di Gian Franco Orsi) (Piemme, 2008) - contenente il suo racconto Puttana
- Family Day (Sperling & Kupfer, 2008) - contenente il suo racconto Mio figlio no
- I confini della realtà (Mondadori, 2008) - contenente il suo racconto In articulo mortis...
- Buio d'amore (Barbès, 2008 - Guanda, 2011 - Tea, 2012) - contenente i suoi racconti Buio d'amore, Ci amavamo, Tu sei mia, Araba, Una, Notte brava, Baci, Valentina, Ma non era in cucina?, Tutina bianca, Tempesta, Storia vera e
- Vicini da morire (Romano, 2010) - contenente il suo racconto
- Drugs (Guanda, 2011) - contenente il suo racconto Lo sciopero
- È tutta una follia (a cura di) (Guanda, 2012) - contenente il suo racconto Il macellaio
- Il contratto (Guanda, 2012)
- L'eredità (Corriere della Sera, 2013)
- Racconti neri (Guanda, 2013) - contenente i suoi racconti Amen, Burro e parmigiano, Mezza casa, Quando uno ama. Il faro, In articulo mortis, Io sono Maria, La torre, L'appuntamento, Mio figlio no, Molecola, Puttana, Scala reale.
- Selva oscura (con Emiliano Gucci, Lorenzo Chiodi e Leonardo Gori) (Tea, 2014) - contenente il suo racconto Cucina a domicilio
- Un inverno color noir (a cura di) (Guanda, 2014) - contenente il suo racconto
- Marco Vichi, Bambini, in Lorenzo Chiodi (a cura di), Tris, vol. 1, Firenze, Giorgi Libri, 2015, ISBN 9900000018887.
- Il bosco delle streghe (Guanda, 2017) - raccolta di racconti ISBN 9788823518032
- Se mai un giorno (Guanda, 2018) - raccolta di racconti ISBN 9788823523135

### Vari
- Nessuna pietà (Magazzini Salani, 2009)
- Morte a Firenze (Salani, 2010) - audiolibro letto da Lorenzo Degl'Innocenti
- Pellegrinaggio in città (Pagliai, 2010) - raccolta degli articoli sui luoghi di culto di Firenze e dintorni scritti per il Corriere Fiorentino
- Noi, soli. Oberto e Maria (Pagliai, 2010) - due monologhi per due differenti solitudini
- Morto due volte (Guanda, 2010) - graphic novel, coi disegni di Werther Dell'Edera, tratta dal racconto Morto due volte presente nell'antologia Città in nero
- Decameron 2013 (Felici Editore Srl, Ghezzano-Pi, maggio 2013- a cura di Marco Vichi)
- La foresta del silenzio. In bicicletta nel Parco Nazionale delle Foreste Casentinesi, 2017, Ediciclo editore, scritto con Paolo Ciampi e Paola Zannoner